# Nobilinus coccineus
Nobilinus coccineus är en insektsart som först beskrevs av Brauer 1864.  Nobilinus coccineus ingår i släktet Nobilinus och familjen guldögonsländor. Inga underarter finns listade i Catalogue of Life.